# Batrachognathus
Batrachognathus — вимерлий рід птерозаврів родини Anurognathidae. Рештки вперше було знайдено 1933 року, що робить його одним із перших відкритих членів родини.

## Історія
Батрахогнат — історично перший птерозавр знайдений у Центральній Азії. Виявлено типовий зразок було 1933 року в районі Каратау, у Казахстані, а описано — 1948-го року Рябініним. Голотип PIN 52-2 являє собою скелет із порівняно добре збереженим черепом і майже цілим посткраніальним скелетом розміщений на одній тонкій плиті. Двома десятиліттями пізніше другий зразок Batrachognathus volans і рештки нового птерозавра — Sordes pilosus — було знайдено в тих самих покладах Шаровим. Примітно, що новий екземпляр — PIN 2585/4a — знайшли на одній плиті з голотипом Sordes pilosus, чи не виключний випадок такої тісної асоціації решток представників різних видів серед птерозаврів. PIN 2585/4a складається з доволі пошкодженого скелету в асоціації з яким черепа знайдено не було, але який зберігає сліди м‘яких тканин.

## Опис
Batrachognathus — доволі невеликий птерозавр, із черепом 48 мм завдовжки й розмахом крил близько 0.75 метра. Череп короткий, широкий і високий, та водночас — легко сконструйований, імовірно характеризований кінетизмом і має великі очні ямки. Наявність коротких гострих зубів схожих на кілки та можливість широкого відкриття щелеп дозволяють припустити, що тварина була комахоїдною, що підтверджується численністю комах у формації з якої походять її рештки. До примітних відмінностей між батрахогнатом і анурогнатом належать кількість зубів (11 в першого та 8 — у другого), загнутість зубів батрахогната й вкороченість його задніх кінцівок (в 1.5-1.6 раза довші за плече, й понад удвічі — в анурогната).